# Brengova
Brengova – wieś w Słowenii, w gminie Cerkvenjak. W 2018 roku liczyła 230 mieszkańców.